# Eleonora Ciabocco
Eleonora Ciabocco, née le 4 mars 2004 à Macerata, est une coureuse cycliste professionnelle italienne. 

## Biographie
Elonora Ciabocco brille dans ses années juniors, en étant deux fois championne d'Italie et remportant deux fois la médaille d'argent aux championnats d'Europe. Elle se voit décerner l'Oscar TuttoBici junior en 2022.
Elle signe alors pour l'équipe World Tour DSM pour les saisons 2023 et 2024. Son contrat est ensuite prolongé jusqu'en 2028.
Elle commence sa saison 2025 en Australie, sur le Tour Down Under, où elle remporte le classement des meilleures jeunes.

## Palmarès sur route

### Par années
- 2021
  -  Championne d'Italie sur route juniors
  -  Médaillée d'argent du championnat d'Europe sur route juniors
  - 3e du championnat d'Italie du contre-la-montre juniors
  - 9e du championnat du monde sur route juniors
- 2022
  -  Championne d'Italie sur route juniors
  -  Médaillée d'argent du championnat d'Europe sur route juniors
  - 3e du championnat d'Italie du contre-la-montre juniors
  - 8e du championnat du monde sur route juniors
- 2024
  - 7e de la Flèche brabançonne
- 2025
  - 3e du championnat d'Italie sur route
  - 10e du Tour de Suisse

### Résultats sur les grands tours

#### Tour d'Italie
3 participations : 
- 2023 : 79e
- 2024 : abandon (8e étape)
- 2025 : 26e

#### Tour d'Espagne
2 participations : 
- 2024 : 44e
- 2025 : 17e

### Classements mondiaux
| Année                                 | 2023  | 2024 |
| ------------------------------------- | ----- | ---- |
| Classement UCI                        | 1042e | 247e |
| UCI World Tour                        | 297e  | 149e |
|                                       |       |      |
| Légende : nc = non classéSource : UCI |       |      |

## Distinctions
- Oscar TuttoBici des juniors : 2022